# Pensiones voluntarias (Colombia)
Las pensiones voluntarias, en Colombia, son una forma de ahorro voluntario que le da a un trabajador vinculado o independiente, la posibilidad de complementar la pensión obligatoria, obtenida durante su vida laboral. El trabajador realiza aportes periódicos a un Fondo de Pensiones y Cesantías que administra los recursos a través de portafolios de inversión con diferentes niveles de riesgo y rentabilidad. 
Esta figura nace como resultado de la Ley 100 de 1993 donde se crea el Sistema General de Seguridad Social Integral. En ésta se abre la posibilidad de que los afiliados al régimen de pensiones colombiano puedan aportar periódica o eventualmente, montos superiores a los límites de pensión obligatorios establecidos por la ley, con el objetivo de incrementar los saldos de las cuentas de ahorro individuales, ya sea para tener una pensión mayor, jubilarse anticipadamente o lograr objetivos específicos como compra de vivienda, carro, educación, entre otros, que requieran un Ahorro disciplinado.
El capital que se va construyendo gradualmente a través de los aportes a pensión voluntaria genera rendimientos que permiten aumentar la calidad de vida en la tercera edad, ya que la pensión que obtiene una persona en sus años de retiro en cualquier sistema pensional, siempre es inferior al nivel de ingreso previo a su jubilación. 

## Fondos de pensiones voluntarias en Colombia
Estas entidades ofrecen a sus afiliados la posibilidad de invertir en distintos instrumentos financieros con el fin de potencializar el rendimiento de su capital. 
La norma que habilita a estas entidades es el Decreto 2513 de 1987.
Los recursos de cada fondo son gestionados por equipos de expertos en finanzas y análisis económico, que guían a los afiliados para permitir que se cumplan sus metas en el tiempo deseado. Para esto tienen en cuenta la condición particular de cada afiliado: su edad, sus objetivos y aspiraciones, su situación financiera actual, perfil de riesgo, capacidad de ahorro, sus preferencias, y otras variables externas que inciden sobre los resultados de inversión. 
En Colombia existen actualmente los siguientes Fondos que ofrecen pensiones voluntarias:
AFP
- Pensiones y Cesantías Protección
- Colfondos
- Skandia
- Porvenir

Fiduciarias:
- Fiduciaria Davivienda
- Acción Fiduciaria
- Fiduciaria Bancolombia
- Fiduciaria GNB
- Fiduciaria Popular (Filial del Banco Popular) FPV Multiopción
- Alianza Fiduciaria
- Credicorp (Correval)
- Fondo voluntario de pensiones Colseguros - Administrado por Allianz Seguros de Vida